# Транспортер (вагон)

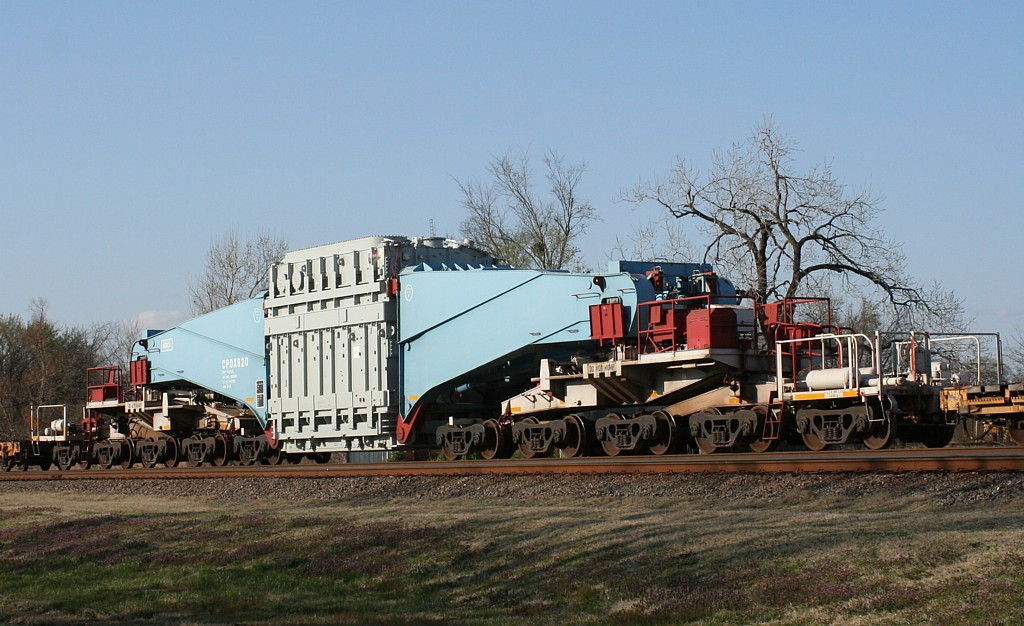

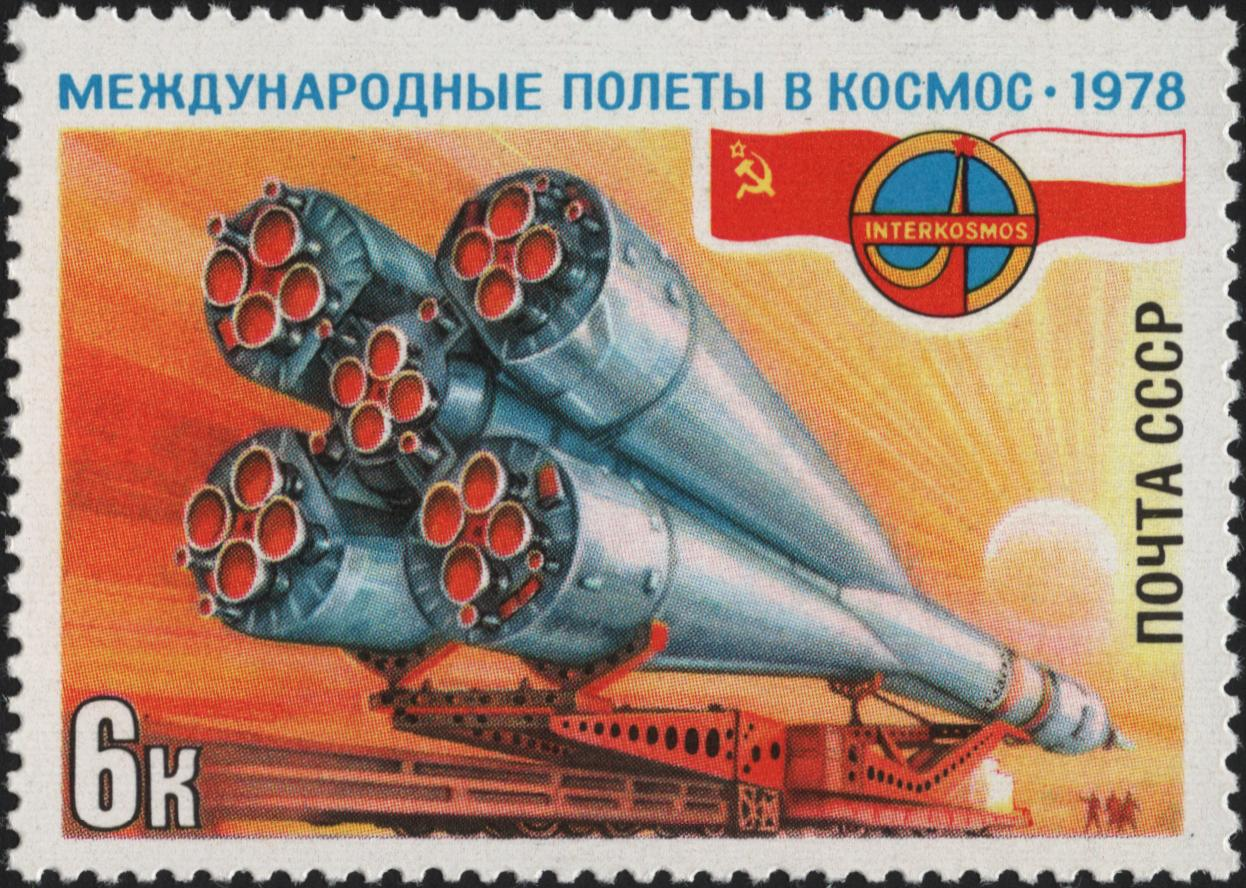
Транспортер. Байконур

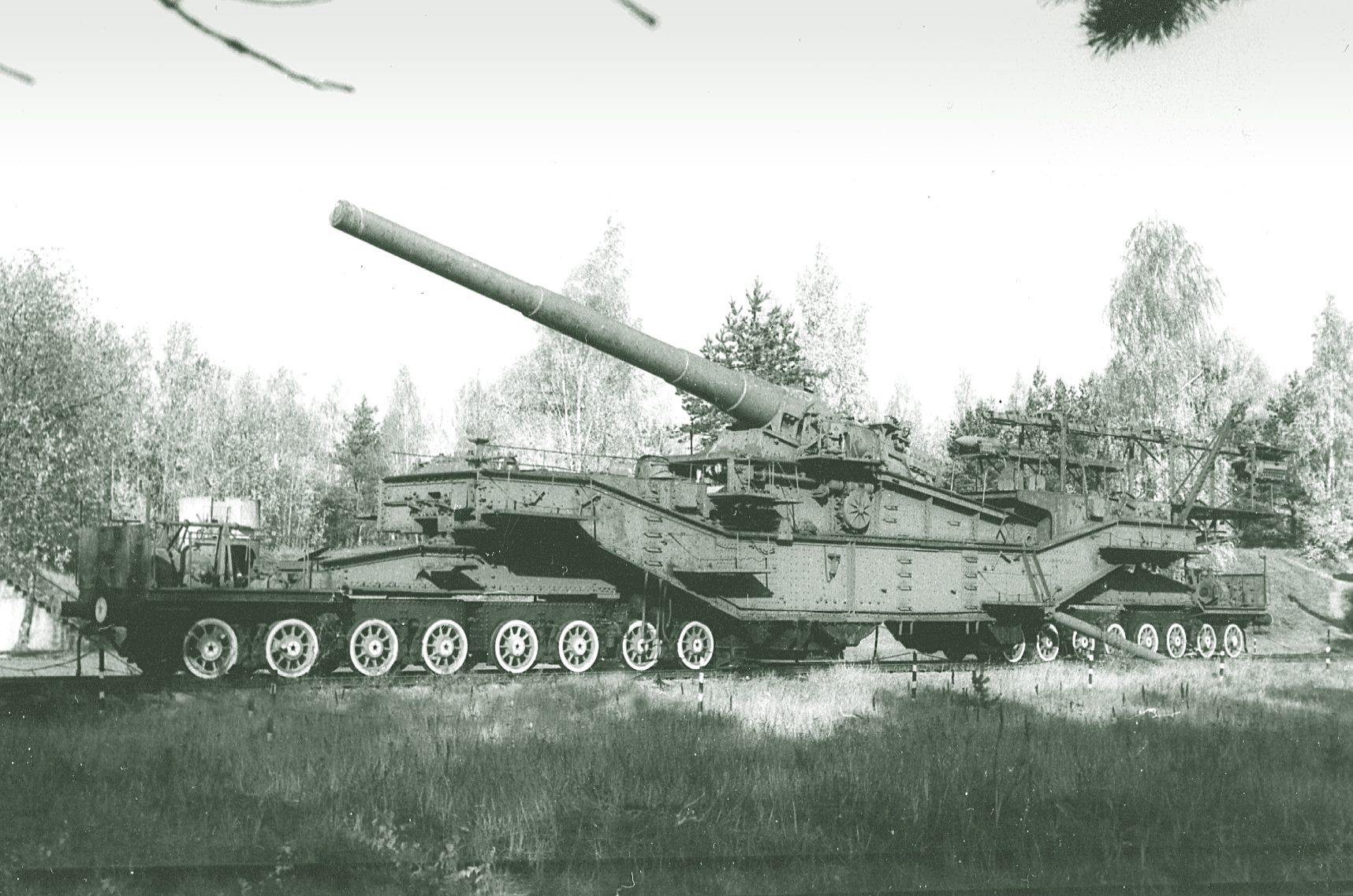
305-мм шармата на залізничному транспортері

Транспортер — спеціальний вантажний вагон, призначений для перевезення великогабаритних та великовагових вантажів (трансформатори великої потужності, частини гідравлічних турбін, статори та ротори генераторів, колони, станини), які за своїми розмірами та (або) масою не можуть бути перевезені в інших вагонах.

## Типи
Розрізняють такі типи транспортерів:
- майданчикові
- платформні
- колодязні
- зчіпні
- зчленовані

## Устаткування
Для ходової частини транспортера використовують типові двовісні візки (спеціальні) або візки зі зменшеною базою. Транспортери обладнуються автозчепленням і типовим автоматичним гальмом.